# Magnum (satellite)
Pour les articles homonymes, voir Magnum et Orion.
Les Magnum rebaptisés par la suite Orion sont une classe de famille de satellites militaires de renseignement d'origine électromagnétique (SIGINT) exploités par le National Reconnaissance Office pour la Central Intelligence Agency aux États-Unis. Le programme demeure classifié et les informations qui existent sont spéculatives. Les deux satellites de cette classe ont été lancés par la navette spatiale américaine et se trouvent en orbite géostationnaire. Ces satellites disposent sans doute d'une antenne circulaire de plus de 100 mètres de diamètre. Le rôle des satellites Magnum est repris depuis deux décennies par la série des Mentor/Advanced Orions.

## Historique
Les satellites de renseignement d'origine électromagnétique (SIGINT en anglais) constituent, avec les satellites d'imagerie, les deux piliers du segment spatial du renseignement militaire moderne. La première série significative de satellites de ce type est la famille des Canyon. Placés sur une orbite géosynchrone à très haute altitude (40 000 km), ils interceptent les communications émises en microondes et VHF et permettent par triangulation de déterminer la source de ces émissions radio. Quatre satellites de la série Rhyolite, rebaptisée par la suite Aquacade, sont lancés entre 1970 et 1978 sur une orbite géostationnaire et jouent un rôle complémentaire : ils collectent les signaux émis par les missiles balistiques soviétiques et chinois ainsi que par leurs véhicules de rentrée et interceptent les émissions radio soviétiques émises en micro-ondes. Les satellite Canyon sont remplacés par la série des Chalet renommés par la suite Vortex dont 6 exemplaires sont placés sur une orbite géosynchrone entre 1978 et 1989. Cette série, qui se caractérise par une antenne réceptrice de 38 mètres de diamètre, eut une durée de vie particulièrement longue. Deux satellites Mercury sont placés en orbite géostationnaire en 1994 et 1996 et sont chargés d'intercepter les télécommunications de niveau stratégique ainsi que les télémesures envoyés par les missiles balistiques. Le premier satellite Orion, qui remplace les Aquacade est lancé en 1985 .

## Lancements
Les deux satellites Magnum ont été lancés depuis la navette spatiale Discovery pendant les missions STS-51-C en 1985 et STS-33 en 1989. Les satellites auraient une masse comprise entre 2 200  et   2 700 kilogrammes, seraient situés sur orbite quasi géosynchrone, utilisant un Inertial Upper Stage (IUS) pour atteindre leur orbite définitive depuis celle de la navette. Selon Jim Slade d'ABC News, le second satellite, USA-48, remplaça le premier, USA-8, qui après plus de quatre ans en orbite était à court de carburant de manœuvre nécessaire pour maintenir sa position au-dessus de l'océan Indien. La mission des deux satellites était d'écouter les communications militaires et diplomatiques de l'Union soviétique, de la Chine et de pays voisins.
USA-67, lancé à bord de la navette spatiale Atlantis, lors de la mission STS-38 en novembre 1990, fut initialement identifié comme étant un troisième satellite Magnum à cause de la présence de deux étages supérieurs en orbite après son déploiement, suggérant qu'un IUS avait été utilisé pour le déployer. Il fut ultérieurement déterminé que le second étage supérieur provenait du satellite furtif Prowler (en) et qu'USA-67 était un satellite de communication SDS-2,.

## Caractéristiques techniques
Les satellites Magnum, construits par TRW, sont suspectés de posséder de grands réflecteurs paraboliques semblables à des parapluies (d'un diamètre estimé à 100 mètres), pour collecter des signaux radio de la Terre. Les satellites Magnum/Orion ont remplacé la série de satellites SIGINT plus ancienne Rhyolite/Aquacade puis ont eux-mêmes été remplacés par les satellites Mentor/Advanced Orions.

## Satellites
| Désignation                                         | Date de lancement | Lanceur                     | Identifiant Cospar | Masse          | Constructeur | Orbite                 | Caractéristiques                             | Objectifs     | Remarques                                |
| --------------------------------------------------- | ----------------- | --------------------------- | ------------------ | -------------- | ------------ | ---------------------- | -------------------------------------------- | ------------- | ---------------------------------------- |
| Orion 1 (RIO 1, Mission 7605, USA 8) (ex Magnum 1)  | 24 janvier 1985   | Navette spatiale américaine | 1985-010B          | 2 200-2 700 kg | TRW          | Orbite géostationnaire | Antenne circulaire de 100 mètres de diamètre | COMINT, ELINT | Mission STS-51-C de la navette Discovery |
| Orion 2 (RIO 2, Mission 7606, USA 48) (ex Magnum 2) | 23 novembre 1989  | Navette spatiale américaine | 1989-090B          | 2 200-2 700 kg | TRW          | Orbite géostationnaire | Antenne circulaire de 100 mètres de diamètre | COMINT, ELINT | Mission STS-33 de la navette Discovery   |